# Conus pictus
Conus pictus é uma espécie de gastrópode do gênero Conus, pertencente à família Conidae.

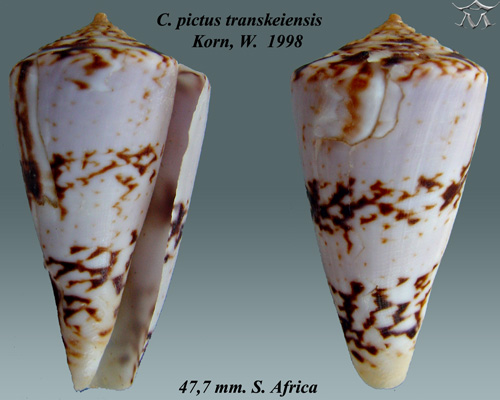
Conus pictus transkeiensis Korn, W.  1998
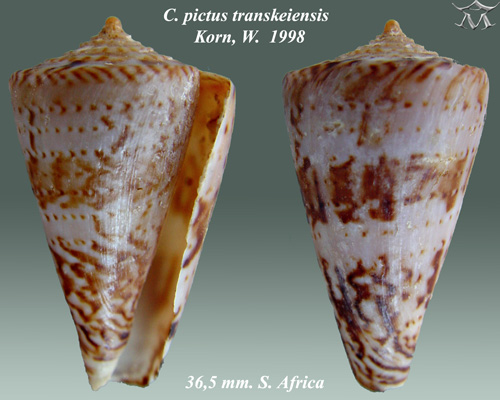
Conus pictus transkeiensis Korn, W.  1998